# Clerodendrum lutambense
Clerodendrum lutambense là một loài thực vật có hoa trong họ Hoa môi. Loài này được Verdc. mô tả khoa học đầu tiên năm 1992.